# Trypeta
Genre
Synonymes
- Forellia Robineau-Desvoidy, 1830
- Spilographa Loew, 1862
- Heliotrypeta Richter & Kandybina, 1985
- Phorellia Rondani, 1870
- Tripeta Rondani, 1870
- Tyrpeta Giebel, 1852
- Spylographa Rondani, 1871

Trypeta est un genre de diptères brachycères de la famille Tephritidae. Selon Ho‐Yeon Han de l'Université de Yonsei (Corée du Sud), ce genre regroupe 46 espèces principalement distribuées au sein des régions paléarctique et indomalaise, quelques-unes étant néarctiques. Son espèce-type est Trypeta artemisiae. Historiquement, un grand nombre d'espèces originellement sous ce genre ont été déplacées au sein du genre Tephritis.
Les adultes ont une tête rectangulaire, vue de profil et des yeux particulièrement ronds et globuleux. Leurs ailes sont fortement irisées. Chez les femelles, l'ovipositeur est aplati, plus large que long. Les larves sont mineuses des feuilles d’Asteraceae. Ce comportement est spécifique à quelques genres de la sous-famille Tephritinae, la plupart des autres espèces de Tephritidae se développant au sein des réceptacles floraux ou des tiges et ayant un comportement galligène,.

## Liste des espèces européennes
Selon Fauna Europaea (8 novembre 2018) :

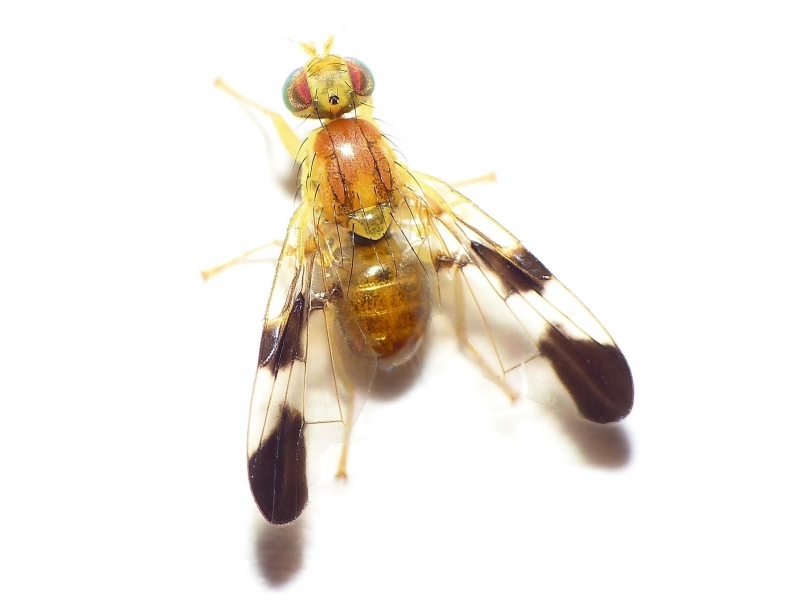
Trypeta zoe (Wageningue, Pays-Bas)

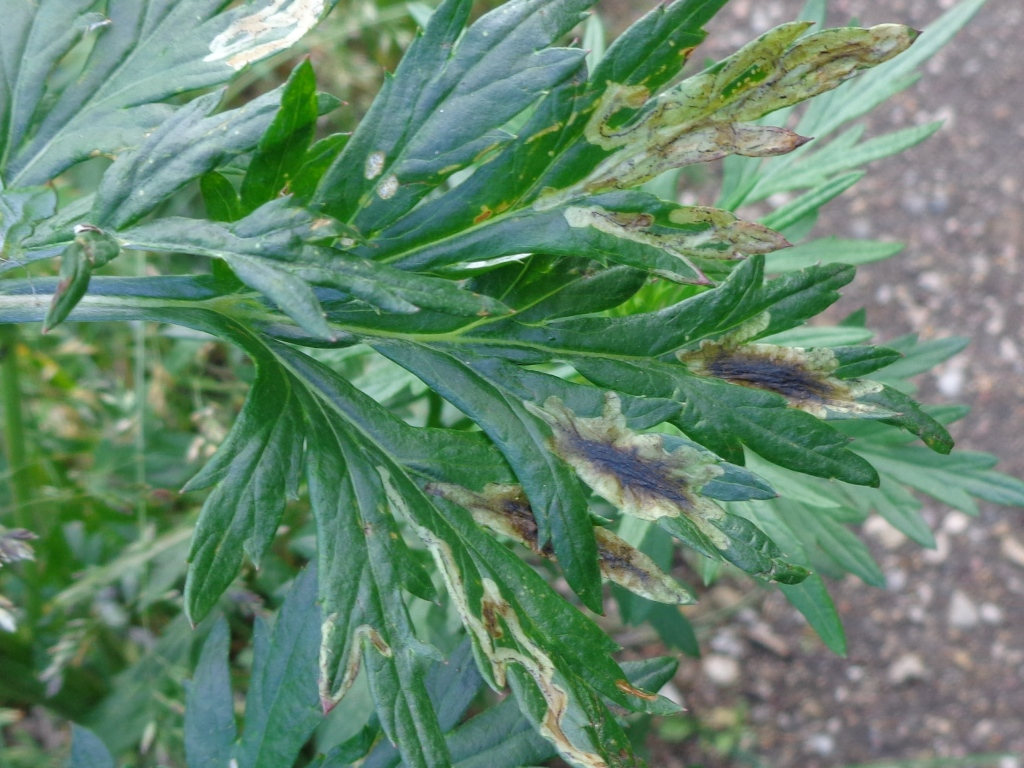
Mines d'une larve de Trypeta artemisiae au centre noirci sur des feuilles d'Armoise commune (Riga, Lettonie)

- Trypeta artemisiae (Fabricius, 1794)
- Trypeta immaculata (Macquart, 1835)
- Trypeta intermissa Meigen, 1826
- Trypeta zoe Meigen, 1826

## Liste complète des espèces
Selon ITIS (8 novembre 2018) :
- Trypeta amanda Hering, 1938
- Trypeta apicalis (Shinji, 1939)
- Trypeta apicefasciata Hering, 1938
- Trypeta arcifera Hering, 1938
- Trypeta artemisiae (Fabricius, 1794)
- Trypeta basifasciata Richter & Kandybina, 1985
- Trypeta beatifica Ito, 1984
- Trypeta binotata Zia, 1938
- Trypeta buddha Hering, 1942
- Trypeta choui Chen, 1948
- Trypeta concolor (Wulp, 1899)
- Trypeta digesta Ito, 1984
- Trypeta dorsocentralis Richter & Kandybina, 1985
- Trypeta flaveola Coquillett, 1899
- Trypeta fractura (Coquillett, 1902)
- Trypeta hostilis Hering, 1938
- Trypeta immaculata (Macquart, 1835)
- Trypeta indica (Hendel, 1915)
- Trypeta intermissa Meigen, 1826
- Trypeta luteonota Shiraki, 1933
- Trypeta maculosa (Coquillett, 1899)
- Trypeta oze Ito, 1984
- Trypeta pictiventris Chen, 1948
- Trypeta pseudozoe Hering, 1938
- Trypeta quadrangulifer Richter & Kandybina, 1985
- Trypeta quaesita Ito, 1984
- Trypeta rufata (Wulp, 1899)
- Trypeta semipicta (Zia, 1939)
- Trypeta striata (Wulp, 1899)
- Trypeta submicans Zia, 1938
- Trypeta sumptuosa (Hering, 1938)
- Trypeta thoracalis Hendel, 1934
- Trypeta tortilis Coquillett, 1894
- Trypeta trifasciata Shiraki, 1933
- Trypeta victrix Hering, 1938
- Trypeta zoe Meigen, 1826